# Femenmad
Femenmad fue un proyecto de investigación dedicado al estudio de la pobreza energética y su relación con el género (ciencias sociales) en Madrid, cuyos resultados se recogen en la publicación de título Feminización de la pobreza energética en Madrid. Exposición a extremos térmicos y, cuya metodología es aplicable a otros ámbitos urbanos y ciudades.

## Autores
Realizado por investigadores del grupo de investigación ABIO de la Escuela Técnica Superior de Arquitectura de Madrid (ETSAM), de la Universidad Politécnica de Madrid (UPM), desarrollado durante los años 2019 y 2020, en colaboración con el Ayuntamiento de Madrid y el Instituto de Salud Carlos III.

## Historia
El proyecto de investigación Femenmad se realizó en los años 2019 y 2020 y está recogido con sus conclusiones en la publicación de título, Feminización de la pobreza energética en Madrid: exposición a extremos térmicos. Este título describe de forma sintética los objetivos del estudio realizado, se investiga el impacto de la pobreza energética por género, segmentando los hogares en función de las personas que aportan ingresos para mantener los gastos de las viviendas. Además la investigación desarrolla específicamente los impactos en la salud, en cuanto la pobreza energética impide mantener los hogares con el confort higrotérmico adecuado, tanto en invierno como en verano. Los flujos de energía térmica a través de la envolvente de edificación, debidos a corrientes energéticas por la diferencia de temperatura entre el exterior e interior del edificio, crean corrientes higrotérmicas a través de fachadas, suelos y techos, en el interior de viviendas, espacios de ocio o de trabajo, que afectan a la biología humana causando malestar y disconfort que, en algunos casos, pueden ser origen de enfermedades. El aumento de los hogares de personas mayores de 65 años, y en concreto de los formados por mujeres, a medida que la población envejece, define un sector poblacional femenino (género) que destaca dentro de ese 23% de hogares detectados en el estudio, que están en riesgo de pobreza energética en la ciudad de Madrid, y en consecuencia no pueden mantener sus viviendas con el confort térmico requerido para una vida saludable.
El 5 de febrero del año 2020 se presentaron los resultados de la investigación Femenmad en Madrid, en el edificio de la Nave Boetticher con motivo de una jornada sobre género y energía. Además, en la jornada se realizaron talleres sobre las facturas y tarifas energéticas, recomendaciones de eficiencia energética en las actividades diarias del hogar para propiciar bajar los consumos energéticos, en electricidad, gas u otros. Según los datos presentados, un 23 % de viviendas está en riesgo de pobreza energética en la ciudad de Madrid, recogidos en el Estudio técnico sobre pobreza energética en la ciudad de Madrid. Están recogidas las viviendas como hogares, con datos sobre porcentajes de hogares sostenidos por una mujer, para desarrollar estudios sectoriales de la pobreza energética de la población.
El proyecto comenzó en 2019 y la jornada final se realizó en junio de 2020. Los investigadores de la Universidad Politécnica de Madrid (UPM) son arquitectos de la Escuela Técnica Superior de Arquitectura de Madrid (ETSAM) que colaboraron con el Instituto de Salud Carlos III y el apoyo financiero del Ayuntamiento de Madrid, para realizar el proyecto y la publicación de título Feminización de la pobreza energética en Madrid: exposición a extremos térmicos que recoge todos los datos y conclusiones del estudio realizado.